# 九龍巴士32B線
九龍巴士32B線是香港新界的一條已取消循環巴士路線，來往荃灣西站及象山邨。
本線曾經是香港唯一一條全線採用非空調巴士的專營巴士路線，但此紀錄只維持了12天，最終於2011年8月20日加入空調巴士行走，象徵九巴以至全港專營巴士路線全非空調巴士的時代告終。直至2012年4月16日改為空調巴士行走。

## 歷史
- 1979年1月15日：本線開辦，用來取代32A線短程特別班次（當時已是循環線，路線取道城門道前往象山，回程取道梨木樹一段的和宜合道）。
- 1980年7月20日：本線改為雙邊總站，並開始途經新落成的石圍角邨。
- 1989年12月29日：本線重新駛經石圍角路。
- 1990年8月1日：本線重新改為循環線，不過是以象山為總站，路線改經大河道北、荃灣碼頭及沙咀道。
- 1994年10月10日：往荃灣方向改經德士古道及沙咀道。
- 1999年8月8日：因象山巴士總站旁的山坡有山泥傾瀉的紀錄，加上九巴精簡人手，象山巴士總站不再設站長，本線重新以荃灣碼頭為總站。
- 2003年10月26日：配合荃灣西站公共運輸交匯處啟用及西鐵即將通車，本線總站遷往荃灣西站公共運輸交匯處。
- 2010年10月25日：配合廣深港高速鐵路工程，象山巴士總站永久封閉，本線改用新建的支路調頭[1]。
- 2011年8月20日：加入空調巴士行走，空調巴士全程收費HK$3.90，亦象徵全香港再沒有全線以非空調巴士行駛的專營巴士路線[2]。
- 2012年4月16日：改為全空調巴士服務。[3]
- 2012年9月30日：往荃灣西鐵路站方向於德士古道近聖公會荊冕堂增設分站。
- 2013年11月30日：本線取消，併入36線。

## 服務時間及班次
荃灣西鐵路站開出
- 星期一至六
  - 05:40-09:40：15-20分鐘
  - 09:40-16:45：25分鐘
  - 16:45-00:00：15-20分鐘
- 星期日及公眾假期
  - 05:40-00:00：20-25分鐘

## 收費
全程：$4.1
- 本線設有12歲以下小童及65歲或以上長者半價優惠（收費HK$2.1）；所有巴士接受八達通卡付款；上車付款，不設找續。

## 使用車輛
最初以「亞比安」單層巴士及丹拿A型雙層巴士行駛。到了1990年代採用利蘭勝利二型巴士行駛。本線亦是九巴最後一條以利蘭勝利二型巴士行走的路線，最後一天行走為1998年3月29日（G544），但隨著利蘭勝利二型巴士年事已高需退役，本線改為以3軸雙層巴士行駛，一直維持至今。
取消前全線共有1輛富豪奧林比安11米（AV）及2輛丹尼士三叉戟12米（ATR）空調巴士。

## 行車路線
經：大河道、沙咀道、德士古道、荃富街、關門口街、城門道、西樓角路、蕙荃路、石圍角路、二陂圳路、三棟屋路、和宜合交匯處、象山邨西路、支路、象山邨西路、和宜合交匯處、三棟屋路、二陂圳路、石圍角路、惠荃路、荃錦交匯處、德士古道北、德士古道、沙咀道及大河道。

### 沿線車站
| 荃灣西站開 | 荃灣西站開       | 荃灣西站開             |
| 車站       | 車站名稱         | 位置                   |
| ---------- | ---------------- | ---------------------- |
| 1          | 荃灣西站巴士總站 | 荃灣西站公共運輸交匯處 |
| 2          | 戴麟趾夫人診所   | 沙咀道                 |
| 3          | 鹹田街           | 沙咀道                 |
| 4          | 名逸居           | 沙咀道                 |
| 5          | 荃富街公園       | 荃富街                 |
| 6          | 綠楊新邨         | 蕙荃路                 |
| 7          | 石圍角邨石蓮樓   | 石圍角路               |
| 8          | 石圍角邨石菊樓   | 石圍角路               |
| 9          | 東普陀           | 二坡圳路               |
| 10         | 三棟屋村         | 三棟屋路               |
| 11         | 象山邨秀山樓     | 象山邨西路             |
| 12         | 三棟屋村         | 三棟屋路               |
| 13         | 海壩村           | 二坡圳路               |
| 14         | 石圍角邨石葵樓   | 石圍角路               |
| 15         | 石圍角邨石荷樓   | 石圍角路               |
| 16         | 荃富街           | 德士古道               |
| 17         | 聯仁街           | 沙咀道                 |
| 18         | 寶石大廈         | 沙咀道                 |
| 19         | 川龍街           | 沙咀道                 |
| 20         | 荃灣西站巴士總站 | 荃灣西站公共運輸交匯處 |

## 客量
由於本線受到多線公共及專線小巴（82M）的競爭，加上班次疏落，收費亦缺乏競爭力（本線早在加入空調巴士行走前20年，小巴則早已有空調設備，而且收費又較本線便宜），在平日繁忙時間以外極少乘客會刻意等候本線，以致整體客量一直偏低，乘客絕大部份都是長者，因此九巴已經對本線採取放棄態度。
多年來，九巴一直想更改本線的營運模式，甚至多次提出建議永久停駛本線，但都無功而回，不是遭到民眾及區議員反對，就是遭運輸署否決建議，而且象山邨及石圍角邨都已是老化屋邨，若本線停駛，長者在毫無選擇下只好乘搭小巴，小巴營辦商因怕收入減少，並希望九巴蝕本營運，而不肯設任何長者優惠，使區議員和居民有理由去阻止九巴停駛本線。鑑於本線被取消的機會非常渺茫，九巴決定作出讓步，於2011至2012年路線發展計劃中，計劃於2011年加入空調巴士行走本線，並於2011年8月20日起正式實施，並於翌年4月16日改為全空調服務。
由於本路線長期客量不高，根據2013至2014年度計劃，本線將會併入36線，屆時36線改為循環線，荃灣西站開出先繞經石圍角及象山後返回梨木樹原有路線行走再返回荃灣西站。而石圍角邨往荃灣的工作將由途經的43X線減低收費至目前水平取代。上述重組計劃已於2013年11月30日實施。

## 外部連結
九巴
- 九龍巴士32B線 （页面存档备份，存于）

其他
- 九龍巴士32B線—i-busnet.com
- 九龍巴士32B線—681巴士總站 （页面存档备份，存于）